# Sarothrogastra whitei
Sarothrogastra whitei är en skalbaggsart som först beskrevs av Auguste Lameere 1903.  Sarothrogastra whitei ingår i släktet Sarothrogastra och familjen långhorningar.
Artens utbredningsområde är:
- Benin.
- Gabon.
- Nigeria.

Inga underarter finns listade i Catalogue of Life.